# برآفتاب چل خرسان
برآفتاب چل خرسان، روستایی از توابع بخش اندیکا شهرستان مسجدسلیمان در استان خوزستان ایران است.	

## جمعیت
این روستا در دهستان شلال و دشتگل قرار دارد و براساس سرشماری مرکز آمار ایران در سال ۱۳۸۵، جمعیت آن ۳۵ نفر (۶خانوار) بوده‌است.